# Dave Smith (archivista)
Dave Smith, all'anagrafe David R. Smith (Pasadena, 13 ottobre 1940 – Burbank, 15 febbraio 2019), è stato un archivista e saggista statunitense, fondatore dei Walt Disney Archives (da lui curati per quarant'anni) e autore di diversi libri su The Walt Disney Company.

## Biografia
Smith era un grande fan dei film Disney da bambino e, vivendo in California, visitava spesso Disneyland. In seguito si laureò presso l'Università della California - Berkeley e trascorse un anno e mezzo come stagista presso la Biblioteca del Congresso. Ritornò poi in California e lavorò come bibliotecario alla UCLA per cinque anni. Alla fine degli anni sessanta, Smith stava lavorando a una bibliografia su Walt Disney quando sentì parlare di un possibile archivio che stava venendo creato dalla Disney. Smith, ancora dipendente dell'UCLA all'epoca, scrisse una lettera alla Disney offrendo i suoi servizi, che furono accettati.
Smith si unì alla società il 22 giugno 1970, come suo primo archivista. Il suo primo compito fu quello di documentare tutti gli oggetti nell'ufficio di Walt Disney, rimasto inattivo dopo la sua morte nel 1966. Smith ha scritto molti libri, tra cui Disney A to Z: The Official Encyclopedia, un'enciclopedia ufficiale sulla Disney, così come i Disney Trivia Books, e fu co-autore di Disney: The First 100 Years. Nel 2007 Smith ricevette il premio Disney Legends. Il 24 giugno 2010 annunciò il suo pensionamento.

## Libri

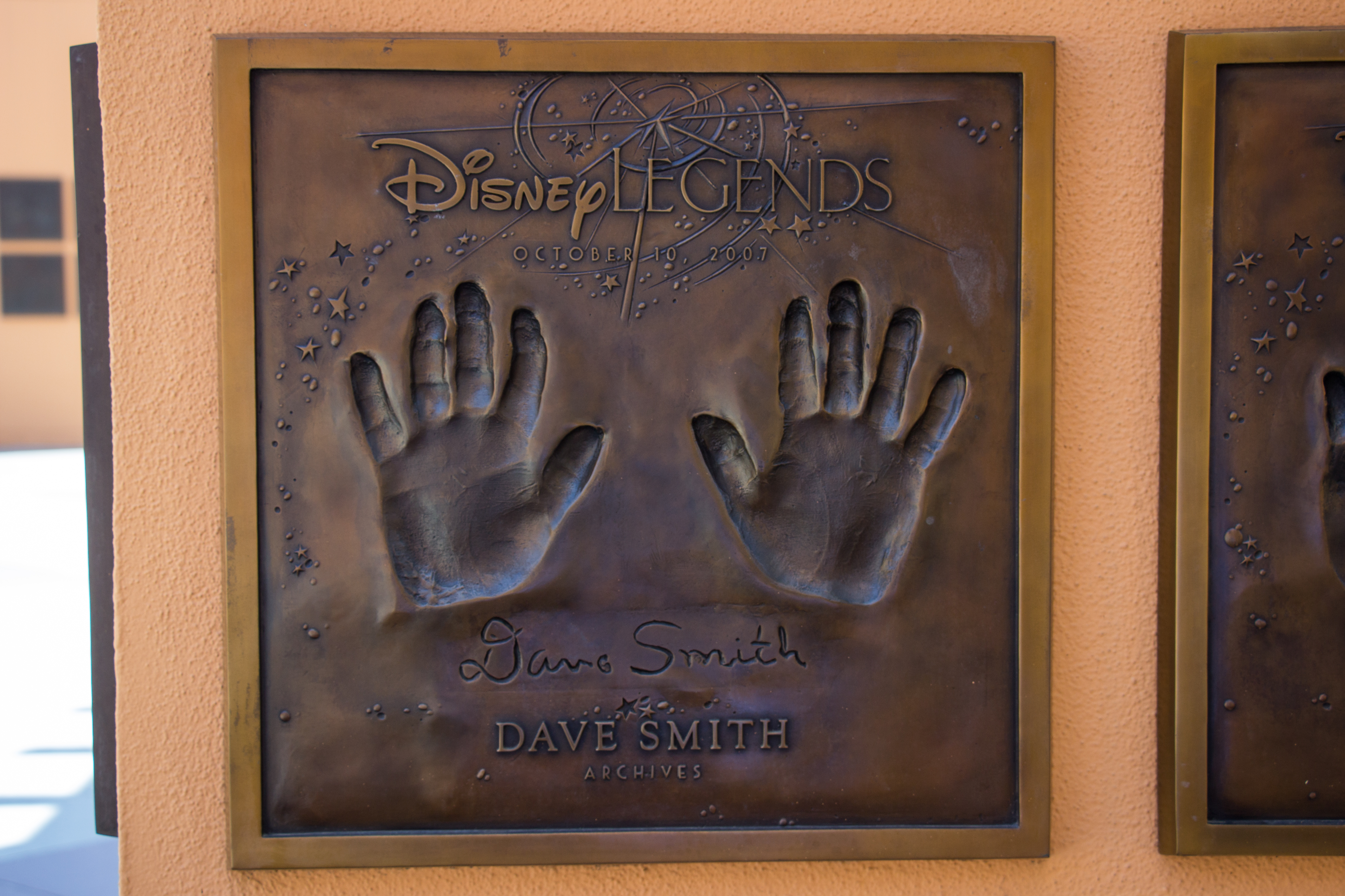
Le impronte di Smith sulla Legends Plaza dei Walt Disney Studios

- Disney A to Z: The Official Encyclopedia - Disney Editions, 1996 - ISBN 9780786849192
- The Ultimate Disney Trivia Books 1 - Disney Editions, 1993 - ISBN 1562829254 (copertina azzurra)
- The Ultimate Disney Trivia Books 2 - Disney Editions, 1994 - ISBN 0786880244 (copertina rossa)
- The Ultimate Disney Trivia Books 3 - Disney Editions, 1997 - ISBN 0786882530 (copertina gialla)
- The Ultimate Disney Trivia Books 4 - Disney Editions, 2000 - ISBN 0786885297 (copertina verde)
- Disney: The First 100 Years - Disney Editions, 1999 (with Steven Clark) - ISBN 0786864427